# Хормоз (острво)
Острво Хормоз (перс. هرمز) је једно од 28 иранских острва у Персијском заливу. Налази се у Хормоз мореузу и припада покрајини Хормозган. Једно је од острва која је чинила некадашње Португалско царство, на којем се налази и остаци португалског замка. Историјско утврђење представља туристичку атракцију Хормоза.
Хормоз се простире на 42 km². Његово тло у највећеј мери чине седиментне стене и слојеви вулканске материје. Највиша тачка острва налази се на надморској висини од 186 m. Због недостатка падавина, концетрација соли у водама и тлу је висока. Упркос томе, ирански биолози успели су да узгајају дрво Хара на острву. Недостајећа пијаћа вода надохнађује се са копна.